# Gilles Zerlini
 (avril 2024).
La mise en forme du texte ne suit pas les recommandations de Wikipédia : il faut le « wikifier ».
Les points d'amélioration suivants sont les cas les plus fréquents :
- Les titres sont pré-formatés par le logiciel. Ils ne sont ni en capitales, ni en gras.
- Le texte ne doit pas être écrit en capitales (les noms de famille non plus), ni en gras, ni en italique, ni en « petit »…
- Le gras n'est utilisé que pour surligner le titre de l'article dans l'introduction, une seule fois.
- L'italique est rarement utilisé : mots en langue étrangère, titres d'œuvres, noms de bateaux, etc.
- Les citations ne sont pas en italique mais en corps de texte normal. Elles sont entourées par des guillemets français : « et ».
- Les listes à puces sont à éviter, des paragraphes rédigés étant largement préférés. Les tableaux sont à réserver à la présentation de données structurées (résultats, etc.).
- Les appels de note de bas de page (petits chiffres en exposant, introduits par l'outil «  Source ») sont à placer entre la fin de phrase et le point final[comme ça].
- Les liens internes (vers d'autres articles de Wikipédia) sont à choisir avec parcimonie. Créez des liens vers des articles approfondissant le sujet. Les termes génériques sans rapport avec le sujet sont à éviter, ainsi que les répétitions de liens vers un même terme.
- Les liens externes sont à placer uniquement dans une section « Liens externes », à la fin de l'article. Ces liens sont à choisir avec parcimonie suivant les règles définies. Si un lien sert de source à l'article, son insertion dans le texte est à faire par les notes de bas de page.
- La présentation des références doit suivre les conventions bibliographiques. Il est recommandé d'utiliser les modèles {{Ouvrage}}, {{Chapitre}}, {{Article}}, {{Lien web}} et/ou {{Bibliographie}}. Le mode d'édition visuel peut mettre en forme automatiquement les références.
- Insérer une infobox (cadre d'informations à droite) n'est pas obligatoire pour parachever la mise en page.

Pour une aide détaillée, merci de consulter Aide:Wikification.
Si vous pensez que ces points ont été résolus, vous pouvez retirer ce bandeau et améliorer la mise en forme d'un autre article.
 (avril 2024).
 (avril 2024).
Gilles Zerlini, né le 3 juin 1963 à Toulon, est un poète, novelliste, romancier et militant écologiste, résidant à Bastia, en Corse.

## Biographie

### Jeunesse
Durant sa jeunesse, il fait partie du groupe de rock Otto e mezzo, fait de nombreux concerts et compose les textes des chansons[réf. souhaitée].

### Carrière littéraire
Gilles Zerlini est l'auteur de deux recueils de nouvelles et de quatre romans.
En 2021, il publie Épuration, en 2021 aux Éditions Maurice Nadeau.
Il contribue en 2023 à l’ouvrage collectif réunissant plus d'une vingtaine d'écrivains régionaux Raconti tome III, avec Le Merle publié aux Éditions Maïa.
Il considère faire partie du mouvement de Littérature prolétarienne.
Le roman de Gilles Zerlini, Épuration, est joué par la troupe de Théâtre qui enregistre cette œuvre en 12 épisodes mis en ligne sur Arte radio.
Son texte, Émeute (inédit), est mis en scène et joué par la Compagnie du Cèdre en 2024.

## Engagement associatif
En 1998, il fonde l’association Le Poulpe, dont la mission première est d'éduquer les enfants et les adultes à respecter la mer, et s’investit dans la défense de la mer Méditerranée.
Gilles Zerlini et son association Le Poulpe attaquent en justice la société de transport maritime Corsica Ferries après un rejet d'hydrocarbures le 12 mai 2004 dans une zone protégée en Corse : « L'armateur italien Forship SpA, filiale de Corsica Ferries France SA, a été condamné mercredi 8 juin 2005 par le tribunal de Marseille à 490.000 euros d'amende, et le capitaine à une peine de six mois de prison. »
En juillet 2007, il milite aux côtés de l’association Greenpeace contre un projet d'extension du port de Bastia qu'il juge destructeur pour la flore et faune marine.
Une nouvelle fois, il fait appel à l’association Greenpeace et organise le 3 juillet 2009 une manifestation nautique dans les Bouches de Bonifacio pour demander l’interdiction de circulation des navires transportant des produits dangereux.
Le 6 juillet 2009, il dénonce les pollutions de plastique en Méditerranée,,,,.
Son association agit aussi pour la protection d'espèces en danger d'extinction comme l'hippocampe (dont il obtient l'interdiction[pas clair] de prélèvement en 2003 par arrêté préfectoral) le mérou et le poulpe.

## Œuvres

### Romans
- Chutes ou les Mésaventures de monsieur Durand[11], Calvi, France, Materia scritta 2016, 119 p.
- Épuration, Paris, France, Éditions Maurice Nadeau 2021, 164 p.
- Lettres à mes fantômes, Paris, France, Éditions Maurice Nadeau, 2022, 164 p.
- Guyane[12],[13],[14], Paris, France, Éditions Maurice Nadeau, 2024, 160 p.

### Recueils de nouvelles
- Mauvaises Nouvelles, Calvi, France, Materia scritta, 2012, 120 p.
- Sainte Julie de Corse et autres nouvelles[15], Calvi, France, Materia scritta, 2019, 152 p.

### Articles
- U Musconu d'Afretu. La légende de la mouche[16]. Stantari n°19 , novembre 2009
- G.J. Arnaud, le monument discret[17], L'informateur corse, octobre 2015
- Guy-Paul Chauder, en équilibre entre deux mondes, Stamperia Sammarcelli, 2016
- La Bibliothèque brûlée, revue Musanostra, juin 2022

### Préfaces
- Paul Turchi-Duriani, Statut(s) particulier(s), Realità, 2019
- Guidu Benigni, Bestiariu, A Fior di carta/ Accademia di i vagabondi, mai 2023
- François de Negroni, On a tous hébergé Christian Clavier, Materia scritta, juillet 2023

### Scénario
- Religio, court métrage , Flora Pesenti,2022

### Contributions
- Ministère des territoires, revue Fabula, Materia Scritta,2012
- Corsica Erotica. Lingerie, Materia Scritta, 2014
- Dumane u populu corsu,Vendre, A Fior di carta, 2022
- Fiction sonore, La fabrique de théâtre, 2022
- Raconti tome III[18], Le merle, Matina Latina. Éditions Maia. 2023
- Lecture musicale, Épuration, Création du Théâtre Alibi, 2023
- Raconti hors-série, U Musconu d'Afretu, la légende de la Mouche, Matina Latina. Éditions Maïa, 2024

### Entretiens dans des revues
- Litteratura, février 2023
- A Traversa[19], mars 2023
- Études corses, décembre 2024. Littératures pour une île. Soit on fait la guerre, soit on écrit L'Iliade: regard sur les cinq premiers livres de Gilles Zerlini. François-Xavier Renucci.